# César Acuña
Pour les articles homonymes, voir Acuña.
Cesar Acuña Peralta (né le 11 août 1952) est un homme politique et homme d'affaires péruvien. Personnage controversé de la politique péruvienne, il est le fondateur et le chef du parti Alliance pour le Progrès, qui a acquis la reconnaissance d'être le premier parti d'origine provinciale à gagner en popularité électorale au niveau national depuis sa fondation en 2001.
Né dans la pauvreté dans une famille de douze frères à Cajamarca en 1952, Acuña a poursuivi ses études supérieures à l'Université nationale de Trujillo, où il a obtenu son diplôme d'ingénieur chimiste. Simultanément, il a commencé dans le secteur de l'éducation en fondant une académie préparatoire, qui allait finalement évoluer vers l'Université César Vallejo, fondée en 1991. Dans les années à venir, il a poursuivi des études supérieures en éducation à l'Université de Lima, à l'Université de Los Andes et à l'Université Complutense de Madrid ; dans le même temps, il a fondé deux autres collèges, fondant un consortium d'universités privées de plusieurs millions de dollars avec des campus dans tout le Pérou, qu'il possède actuellement.
Il est aujourd'hui à la tête d’un capital estimé à plusieurs dizaines de millions de dollars et dispose de revenus annuels de plus de 16 millions selon sa propre déclaration pour la présidentielle de 2016. Il détient également une vingtaine de biens immobiliers. Il fait l’objet de plusieurs enquêtes judiciaires pour enrichissement illicite et blanchiment d’argent.
Fondateur en 2001 du parti Alliance pour le progrès (droite), Acuña a acquis une reconnaissance politique en octobre 2006 en étant élu maire de Trujillo, mettant fin à un mandat ininterrompu de quarante-quatre ans du Parti apriste péruvien dans la ville du nord. Il a été réélu avec succès en 2010. Quatre ans plus tard, il est élu gouverneur de La Libertad, cette fois en battant le même parti au niveau régional,. Dix mois après avoir prêté serment, il a démissionné de son poste de gouverneur et a lancé une campagne présidentielle à grande échelle pour les élections générales de 2016. Considéré comme un candidat potentiel au second tour contre le favori Keiko Fujimori, il a finalement été disqualifié par les autorités électorales après avoir prétendu avoir acheté des voix lors d'une campagne électorale. Tout au long de la campagne, il a été accusé de plagiat dans deux de ses thèses d'études supérieures et de s'auto-approprier illégalement un ouvrage publié sur la politique de l'éducation sous son nom, dont la paternité appartenait à un éducateur associé.
Depuis son échec de la candidature présidentielle de 2016, Acuña a été considéré comme candidat potentiel pour les élections générales de 2021, bien qu'il n'ait pas exprimé d'intérêt pour la question. Fin octobre 2020, il a officiellement annoncé sa candidature aux prochaines élections, en plus d'un afflux de personnalités politiques et médiatiques dans ses listes au Congrès.

## Jeunesse et éducation

Famille Acuña Peralta.

César Acuña Peralta est né le 11 août 1952 dans le hameau péruvien d'Ayaque, district de Tacabamba, province de Chota, région de Cajamarca. Il est le troisième de douze frères. Ses parents étaient Héctor Acuña Cabrera et Clementina Peralta Alvarado, des personnes vouées aux travaux agricoles. Ses parents n'avaient aucune éducation formelle (seul le père fréquentait l'école primaire). Acuña et ses 11 frères et sœurs ont terminé leurs études primaires et secondaires à l'École nationale pour garçons et filles de Tacabamba.
À l'âge de 18 ans, il s'est rendu à Trujillo et s'est inscrit à l'école d'ingénierie de l'Université nationale de Trujillo en 1972, obtenant à l'âge de 23 ans un baccalauréat en génie chimique . Pour couvrir ses frais de collège, il a dû vendre du cañazo (liqueur forte) qu'il avait obtenu de la plantation de canne à sucre Casa Grande. En tant qu'étudiant, il a fondé la Prep-College Engineering Academy en 1980, débutant ainsi sa carrière d'entrepreneur dans l'éducation. Cette académie était située sur l'avenue Carrión.
Le 12 novembre 1991, la loi 25350 a été promulguée, qui a créé l'Université César Vallejo. Le collège s'étendrait dans tout le pays avec des campus à Chiclayo, Piura, Chimbote, Tarapoto, Lima, Huaraz et Moyobamba. En 1996, il a fondé le Club Deportivo Universidad César Vallejo, qui représente l'Université César Vallejo dans le football professionnel péruvien, et le réseau de télévision régional UCV Satelital. En 2001, il a créé l'Université Señor de Sipán à Chiclayo, et trois ans plus tard le Harvard Collège de Piura. Enfin, en 2007, il a fondé l'Université Autonome du Pérou dans le quartier peuplé de Villa El Salvador à Lima.
Au cours des années 1990, Acuña a obtenu une maîtrise en gestion collégiale à l'Université de Los Andes (Colombie), une maîtrise en administration de l'éducation à l'Université de Lima, un doctorat. en éducation à l'Université Complutense de Madrid (Espagne) et postdoctorat en communication, éducation et culture à l'Université Saint Thomas d'Aquin (Colombie).

## Carrière politique
Acuña s'est présentée pour la première fois à un siège à la chambre basse du Congrès péruvien aux élections générales de 1990 avec la Gauche Unie de la circonscription de La Libertad. Bien qu'il n'ait pas été élu, il a commencé à travailler à la création de son propre parti politique.
Aux élections générales de 2000, il a été élu au Congrès en tant qu'indépendant au sein du Rénovation Populaire. Dès son entrée en fonction, il a quitté le caucus parlementaire de la solidarité nationale et est devenu un bloc indépendant. Son mandat sera ramené à un an après la chute d'Alberto Fujimori et la convocation de nouvelles élections générales pour avril 2001.
Aux élections générales de 2001, Acuña a été invitée par Lourdes Flores à se présenter à la réélection avec la coalition de l'Unité Nationale. À l'époque, il en était aux dernières étapes de la création de son propre parti politique. Il a finalement été élu représentant la circonscription de La Libertad. 
Le 8 décembre 2001, à Trujillo, Acuña a fondé l'Alliance pour Le Progrès, son propre parti politique. À la suite de cet événement, il a quitté le caucus parlementaire de l'unité nationale et a de nouveau formé un bloc indépendant. Tout au long de son mandat au Congrès, il a dirigé de nombreux projets de loi concernant la réglementation des entreprises de l'éducation et a été membre du comité d'enquête sur la corruption sous le régime Fujimori.
Aux élections générales de 2006, Acuña a invité son collègue Natale Amprimo à se présenter à la Présidence du Pérou avec la nomination de l'Alliance pour Le Progrès, et lui-même en tant que premier candidat à la vice-présidence (ce qui lui a permis de se présenter simultanément pour la réélection au Congrès). Bien qu'il ait atteint le plus grand nombre de voix dans sa circonscription, les résultats à l'échelle nationale étaient de 2,3% du vote populaire, sans passer le nouveau seuil électoral. Le ticket présidentiel lui-même a atteint 0,4% du vote populaire, se classant dixième.

### Mairie de Trujillo et Gouvernance régionale de La Libertad (2007-2015)
À la suite des mauvais résultats des élections générales de 2006, Alliance for Progress a perdu son inscription au jury national des élections aux côtés du reste des partis qui n'ont pas réussi à franchir le seuil. Cette même année, Acuña a fait sa première candidature à la mairie de Trujillo . Considérée comme un outsider tout au long de la campagne, sa victoire a été un coup dur pour le parti apriste péruvien, car la ville est largement reconnue comme le berceau et le bastion du parti aprista dans le nord du Pérou. Il a atteint 56,5% du vote populaire. Le président péruvien et chef du parti aprista péruvien, Alan García, a déploré la défaite de son parti à Trujillo, citant la presse en disant: « J'ai pleuré dimanche soir parce que je n'ai jamais pensé que le berceau et la tombe de Haya de la Torre pourraient être perdus. C'est un coup de couteau dans le cœur, je le dis en fils. À un moment donné, je récupérerai Trujillo même si je dois être personnellement candidat à la mairie. Beaucoup de bonnes personnes de Trujillo ont puni les troubles et la fierté de certaines personnes là-bas. . . " 
Acuña s'est présenté à la réélection du maire en 2010, battant à nouveau le candidat du Parti apriste péruvien, Daniel Salaverry, avec 43,9% du vote populaire. Après 7 ans de mandat, il a officiellement démissionné de la mairie pour se présenter aux élections de gouverneur de La Libertad en 2014. La région était gouvernée par José Murgia depuis 2003 et restait le dernier poste de gouverneur aprista au niveau national. Acuña a finalement remporté l'élection avec 43,6% du vote populaire.
Lors de sa prise de fonctions en janvier 2015, Acuña a dirigé divers programmes d'infrastructure dans toute la région et s'est constamment heurté au nouveau maire de Trujillo, un ancien colonel de la police Elidio Espinoza, un indépendant qui avait vaincu l'Alliance pour le progrès l'année précédente.

### Nomination présidentielle 2016
Acuña a commencé à gagner du terrain dans les sondages au niveau national à au mi-2015. Considéré comme un candidat potentiel à la présidence lors des élections générales de 2016, il a initié un comité exploratoire en septembre 2015. Après 10 mois en fonction, il a démissionné de son poste de gouverneur et a lancé une candidature présidentielle à grande échelle avec son Alliance pour Le Progrès,.
À la suite de son annonce, il a commencé à prendre de l'élan dans les sondages. En novembre 2015, il s'est classé troisième pour la première fois, derrière les favoris Keiko Fujimori et Pedro Pablo Kuczynski, et au-dessus d'Alan García,,. Son soutien populaire a été largement considéré par les médias comme un rejet de la classe politique traditionnelle. Lors de l'enregistrement de son billet, Acuña a annoncé comme colistiers l'ancien ministre de la Femme et du Développement social, Anel Townsend, et le membre du Congrès Humberto Lay . À la suite de cet événement, il a annoncé la composition de la coalition Alliance pour le progrès du Pérou, qui comprenait son parti, la Restauration Nationale, et We Are Peru.
Sa campagne a été marquée par la controverse. Au cours du mois de janvier, il a été accusé de plagiat à la fois dans sa maîtrise et son doctorat thèse, respectivement à l'Université de Lima et à l'Université Complutense de Madrid. Bien qu'il ait nié les allégations, les universités ont ouvert des enquêtes à son encontre. Au milieu du scandale, il a également été accusé d'avoir plagié un ouvrage entier intitulé Politique éducative, écrit par un de ses professeurs, Otoniel Alvarado. Acuña a affirmé que les deux auteurs s'étaient mis d'accord pour publier le travail ensemble sous des auteurs distincts, mais Alvarado a nié tout accord de quelque sorte et a procédé à le dénoncer publiquement pour plagiat. Acuña a ensuite commenté la question en déclarant à la presse qu'il n'avait pas commise de plagiat et que " c'était juste une copie ". À la suite des nombreuses accusations portées contre son personnage, Francisco Miró Quesada Rada a démissionné de son poste de président de l'Université César Vallejo . Acuña l'a remplacé en nommant l'ancien Premier Ministre du Pérou, Beatriz Merino, comme nouveau président de son université,,.
À la suite des événements précédents, Acuña a été accusé d'avoir tenté d'acheter des voix lors d'une campagne électorale, car il offrait de l'argent à un jeune homme handicapé pour sa future opération médicale. Qualifiant son geste d '«aide humanitaire», le jury électoral national a ouvert une enquête. Il a par la suite été exclu de l'élection, aux côtés d'un autre candidat favori, Julio Guzmán, pour irrégularités dans la procédure de nomination. Bien que son équipe de campagne ait présenté des appels étendus à l'interdiction, elle n'a finalement pas été annulée. Sa dernière apparition au sondage l'a placé quatrième. Les analystes considéraient son exclusion des élections avec Guzmán comme un levier pour d'autres candidats, principalement Pedro Pablo Kuczynski, qui a réussi à gagner la deuxième place et à se qualifier pour le second tour contre le favori Keiko Fujimori. Kuczynski, un ancien allié d'Acuña, a ensuite été élu président au second tour.

### Candidature post-présidentielle
Bien que sa nomination présidentielle ait été exclue des élections de 2016, Alliance pour le progrès a obtenu 9,2% des voix populaires au niveau parlementaire, gagnants 9 sièges sur 130 au Congrès péruvien. À la suite de la dissolution constitutionnelle du Congrès le 30 septembre 2019 par le président Martín Vizcarra, son parti a obtenu 8,0% du vote populaire et 22 sièges sur 130 lors des élections législatives anticipées de 2020.
Il est candidat à la présidence du Pérou aux élections générales de 2021. Il obtient 6 % des voix et son parti gagne 15 députés au Congrès.

## Controverses
Lors de la campagne électorale de 2011, il a été sanctionné cinq fois pour violation de la neutralité électorale en faveur de son fils et candidat à la présidentielle, Pedro Pablo Kuczynski, en sa qualité de maire de Trujilo.
En septembre 2011, le parquet a ordonné un avis d'experts sur les comptes des universités de César Acuña pour blanchiment d'argent, en réponse à la plainte déposée par sa propre épouse, Carmen Rosa Núnez Campos.
En juin 2012, l'Office nationale des processus électoraux (ONPE) a infligé une amende de plus de 9 millions de soles à Alliance for Progress pour avoir reçu des contributions dix fois supérieures à la limite autorisée de l'Université César Vallejo.
En mai 2013, une vidéo a été publiée dans laquelle Acuña a proposé aux membres de son parti d'«acheter des votes» pour obtenir sa réélection à la mairie de Trujillo, prétendument en utilisant des fonds publics. Acuña a admis avoir «acheté des voix» pour obtenir sa réélection et que cela ne lui semblait pas une mauvaise chose, mais a nié que ce soit avec des fonds publics,,,. Le même mois, un autre audio a révélé qu'Acuña avait utilisé des ressources du Trésor de la municipalité pour améliorer son image de maire de Trujillo,.
En janvier 2016, au début de sa campagne présidentielle, il a été accusé de plagiat dans son doctorat. mémoire de thèse à l'Université Complutense de Madrid. En juin 2017, l'université a publié une déclaration déclarant que la thèse ne serait pas annulée après que les enquêtes aient conclu qu'il n'y avait pas de plagiat. Dans le même temps, il a été accusé d'avoir également commis du plagiat dans sa thèse de maîtrise à l'Université de Lima. Neuf mois plus tard, l'université a vérifié qu'Acuña avait commis un plagiat selon quatre modalités pour sa thèse de maîtrise en administration de l'éducation: copie littérale sans mentionner la source; mention de la source et de la paraphrase apparente, mais copie littérale des textes; mention de la source et combinaison de paraphrase avec copie littérale; et prendre des idées d'un autre auteur sans mentionner la source. Acuña a publiquement nié les allégations.
Le journaliste d'investigation Christopher Acosta, auteur d'une biographie de César Acuña, écrit : « Si César Acuña n’était pas riche, il serait très probablement en prison. Seule sa fortune lui a permis de créer un système de justice parallèle, où les millions compensent ses abus et font taire les plaignants. » 